# Puertos (álbum)
Puertos es el quinto álbum de la cantante María Rosa Yorio, el primero editado para el sello multinacional CBS en 1986.
Este material marca un cambio radical en la carrera de María Rosa, ya que abandona el folk clásico de sus anteriores discos y se mete de lleno en un sonido pop característico de los 80's, con abundantes programaciones. 
Cuenta con la producción de Paul Dourge y composiciones de músicos pertenecientes a la generación post Malvinas, como Andrés Calamaro, Cachorro López, Tito Losavio, Ulises Butrón, Fito Páez y el grupo femenino Viuda e Hijas de Roque Enroll, quienes colaboraron además en los coros de una de las canciones.
El sello Sony BMG reedita Puertos en 2004.

## Lista de temas
1. En Todas Partes Te Veo (Marcelo Scornik; Tito Losavio) 4:37
2. No Quiero Ceder (Paul Dourge) 3:35
3. Cuando el Amor Se Va (Andrés Calamaro; Cachorro López) 3:41
4. Dónde Olvidaste Nuestro Amor? (César "Banana" Pueyrredón; Eddie Sierra) 3:46
5. Donde Van Mis Pies (María Rosa Yorio; Alfredo Toth) 2:54
6. Tan Sólo Para Hablar (María Gabriela Epúmer; Claudia Sinesi) 5:09
7. Puertos Para Mi Amor (Fito Páez; Paul Dourge) 3:52
8. Con el Sol en la Frente (Fabián Gallardo) 2:54
9. Nadie Como Vos (Pueyrredón; Paul Dourge) 3:56

## Músicos
- Paul Dourge: Bajo, Mini Moog, Programaciones, Coros
- Héctor "Pomo" Lorenzo: Baterías
- María Gabriela Epumer: Guitarras
- Ulises Butrón: Guitarras
- Andrés Boiarsky: Saxo tenor
- Fabián Gallardo: Guitarras y coros
- Mono Fontana: Piano acústico, Ob-x, Ob-8 & Dx-7, guitarra española, celesta
- Eddie Sierra: Piano acústico
- Oscar Dionisi: Guitarras
- Rubén La Rosa: Coros
- Tweety González: Ob-8, Coros
- Viuda e Hijas de Roque Enroll: Coros

## Personal
- Producción Artística: Paul Dourge
- Dirección Personal: Rubén La Rosa & Asociados
- Director de Audio: Tweety González
- Coordinación de Producción: Horacio Nieto
- Ingeniero de Grabación: Mario Breuer, Oscar Magariños & Julio Presas en Estudio Panda
- Ingeniero de Mezcla: Mario Breuer, Tweety González & Paul Dourge
- Corte: Salvador Risiglione de CBS
- Arreglos: Paul Dourge & Pomo
- Producción y Coordinación de Fotografía y Vestuario: Susana Pérez Amigo
- Fotografía: Hans Linder
- Arte: Mónica Delfino
- Vestuario: Anush
- Peinado: Esteban Lista
- Make Up: Manuela Schedlbauer

- Datos: Q6092565